# Tyszki-Łabno
Tyszki-Łabno [ˈtɨʂki ˈwabnɔ] es un pueblo ubicado en el distrito administrativo de Gmina Kolno, dentro del Condado de Kolno, Voivodato de Podlaquia, en el norte de Polonia oriental. Se encuentra aproximadamente a 4 kilómetros al este de Kolno y a 86 kilómetros al noroeste de la capital regional Białystok.
Tiene una población de 85 habitantes.